# Kanton Ailly-sur-Noye
Kanton Ailly-sur-Noye is een kanton van het Franse departement Somme. Het kanton maakt deel uit van de arrondissementen Montdidier en Amiens .

## Gemeenten
Het kanton Ailly-sur-Noye omvatte tot 2014 de volgende 22 gemeenten van het arrondissement Montdidier:
- Ailly-sur-Noye (hoofdplaats)
- Aubvillers
- Chaussoy-Epagny
- Chirmont
- Coullemelle
- Esclainvillers
- La Faloise
- Flers-sur-Noye
- Folleville
- Fransures
- Grivesnes
- Hallivillers
- Jumel
- Lawarde-Mauger-l'Hortoy
- Louvrechy
- Mailly-Raineval
- Quiry-le-Sec
- Rogy
- Rouvrel
- Sauvillers-Mongival
- Sourdon
- Thory

Ingevolge de herindeling van de kantons bij decreet van 26 februari 2014, met uitwerking op 22  maart 2015 werd het uitgebreid tot 54 gemeenten. 
Door de creatie van de fusiegemeente (commune nouvelle Ô-de-Selle op 1 januari 2019 zijn het sindsdien volgende 52 gemeenten : 
- Ailly-sur-Noye
- Aubvillers
- Bacouel-sur-Selle
- Belleuse
- Bosquel
- Brassy
- Chaussoy-Epagny
- Chirmont
- Contre
- Conty
- Cottenchy
- Coullemelle
- Courcelles-sous-Thoix
- Dommartin
- Esclainvillers
- Essertaux
- Estrées-sur-Noye
- La Faloise
- Flers-sur-Noye
- Fleury
- Folleville
- Fossemanant
- Fouencamps
- Fransures
- Frémontiers
- Grattepanche
- Grivesnes
- Guyencourt-sur-Noye
- Hallivillers
- Jumel
- Lawarde-Mauger-l'Hortoy
- Louvrechy
- Mailly-Raineval
- Monsures
- Namps-Maisnil
- Nampty
- Ô-de-Selle
- Oresmaux
- Plachy-Buyon
- Prouzel
- Quiry-le-Sec
- Remiencourt
- Rogy
- Rouvrel
- Saint-Sauflieu
- Sauvillers-Mongival
- Sentelie
- Sourdon
- Thézy-Glimont
- Thoix
- Thory
- Velennes